# Дюпон-Моретти, Эрик
Эрик Дюпон-Моретти (фр. Éric Dupond-Moretti; род. 20 апреля 1961, Мобёж) — французский юрист и политик, министр юстиции Франции (2020—2024).

## Биография
Эрик Дюпон в четырёхлетнем возрасте лишился отца, рабочего-металлурга, и впоследствии в знак уважения к матери, которая воспитывала его одна, добавил её девичью фамилию к своей. Его дед, иммигрант из Италии, был найден мёртвым у железной дороги ещё до рождения внука — в 1957 году, но безуспешные попытки родственников добиться результативного расследования причин смерти деда стали, по словам Дюпон-Моретти, важным побудительным мотивом к выбору будущей профессии. Провёл детство в округе Авен-сюр-Эльп, окончил бакалавриат в католическом лицее Нотр-Дам в Валансьене.
Начал адвокатскую карьеру в 1984 году в Лилле, со временем завоевав репутацию крупного специалиста по уголовным делам. Представлял защиту в громких судебных процессах, в том числе Омара Земмири из «банды Рубэ», Розлин Годар (Roselyne Godard), обвиняемой в так называемом «процессе Утро» против группы педофилов, Жака Глассмана в деле Валансьен-Олимпик Марсель, Жерома Кервьеля в деле Société Générale, а также представлял интересы Николы Карабатича, Карима Бензема, Бернара Тапи и других. Кроме того, известен как автор ряда книг, снялся в небольших ролях — в кинофильме «Les Salauds» («Славные ублюдки» режиссёра Клер Дени) и на телевидении.
В 2017 году снялся в роли судебного следователя в фильме Клода Лелуша Chacun sa vie (в российском прокате — «12 историй любви»), а в январе 2019 года играл в парижском театре «Мадлен» в спектакле одного актёра «Je suis mort de trouille» («Я смертельно испуган»).
В феврале 2020 года вошёл в международную команду юристов для защиты Джулиана Ассанжа.

### В должности министра юстиции
6 июля 2020 года получил портфель министра юстиции при формировании правительства Кастекса. К моменту этого назначения на счету Дюпон-Моретти было 145 оправдательных судебных приговоров, благодаря чему он был известен в прессе под прозвищем «Acquittator» (Оправдатель).
24 сентября 2020 года объявил о начале использования со следующего дня специальных браслетов, которые должны носить супруги, осуждённые за домашнее насилие, с целью воспрепятствования их приближению к жертвам (эта мера является дополнением к тревожным мобильным телефонам, используемым с 2014 года).
8 января 2021 года Суд Республики начал проверку по двум искам к Дюпону-Моретти и трём жалобам на него, поданным ассоциацией по борьбе с коррупцией Anticor и тремя объединениями магистратов (они обвинили министра юстиции в инициировании им служебных расследований против магистратов, которым он, будучи адвокатом, противостоял в судебных процессах).
14 апреля 2021 года Дюпон-Моретти представил правительству законопроект о реформе судебной системы, призванной «увеличить доверие» к ней. Предполагается разрешение съёмок в зале судебных заседаний, расширение прав защиты в суде, сокращение сроков предварительного следствия, в течение которых стороны не имеют доступа к материалам следствия, фиксирование положения о профессиональной адвокатской тайне в уголовно-процессуальном кодексе, а также расширение прав заключённых.
15 апреля 2021 года Национальное собрание единогласно одобрило поддержанный министром юстиции закон о защите несовершеннолетних от сексуального насилия, которым установлен возраст согласия 15 лет (Дюпон-Моретти назвал это решение историческим).
В мае 2021 года в срочном порядке возглавил список партии «Вперёд, Республика!» в департаменте Па-де-Кале на выборах в региональный совет О-де-Франса, когда социологические опросы дали основания опасаться успеха Национального объединения (в этом же департаменте баллотировалась Марин Ле Пен).
20 июня 2021 года проиграл выборы уже в первом туре, выбыв из дальнейшей борьбы.
7 июля 2021 года окружение Дюпона-Моретти признало, что в его налоговую декларацию за 2019 год из-за ошибки бухгалтера не вошли доходы по авторским правам на пьесу À la barre в объёме 300 тыс. евро, и что министр намерен эту ошибку исправить.
16 июля 2021 года Суд Республики вынес по итогам начатой в январе проверки решение о начале официального расследования против Дюпона-Моретти по подозрению в конфликте интересов. Премьер-министр Кастекс подтвердил доверие своему министру.
8 октября 2021 года через несколько дней после публикации результатов расследования комиссии Сове о случаях педофилии в среде священнослужителей Дюпон-Моретти заявил в интервью телекомпании LCI, что священники должны сообщать властям о преступлениях против детей, факты которых стали им известны на исповедях.
20 мая 2022 года сохранил прежнюю должность при формировании правительства Элизабет Борн.
11 января 2024 года назначен министром юстиции правительства Атталя.
21 сентября 2024 года было сформировано правительство Барнье, в котором Дюпон-Моретти не получил никакого назначения.

## Книги
- Avec Stéphane Durand-Souffland, Bête noire, Éditions Michel Lafon, 2012
- Avec Loïc Sécher, Le Calvaire et le Pardon, Michel Lafon, 2013
- Avec Stéphane Durand-Souffland,  Directs du droit , Michel Lafon, 2017
- Avec Laurence Monsénégo, Le Dictionnaire de ma vie, Kero , 2018
- Avec Denis Lafay, Le Droit d'être libre, éditions de l’Aube, 2018.
- Avec Denis Lafay, Ma Liberté, éditions de l’Aube, 2019.